# Список послов СССР и России в Эстонии
В статье представлен список послов СССР и России в Эстонии.

## Хронология дипломатических отношений
- 2 февраля 1920 г. — установлены дипломатические отношения между РСФСР и Эстонией на уровне миссий.
- 6 августа 1940 г. — Эстония вошла в состав СССР.
- 24 октября 1991 г. — возобновлены дипломатические отношения на уровне посольств.
- 23 января 2023 г. — Россия понизила дипотношения с Эстонией до временного поверенного в делах[1].

## Список послов
| Срок полномочий                    | Посол                              | Годы жизни | Вручение верительных грамот | Комментарии                                         |
| ---------------------------------- | ---------------------------------- | ---------- | --------------------------- | --------------------------------------------------- |
| РСФСР                              |                                    |            |                             |                                                     |
| 11 февраля 1920—1920               | Исидор Эммануилович Гуковский      | 1871—1921  |                             | Полномочный представитель                           |
| 1920—1921                          | Николай Клементьевич Клышко        | 1880—1937  |                             | Полномочный представитель                           |
| 26 декабря 1920 — 12 сентября 1921 | Максим Максимович Литвинов         | 1879—1951  |                             | И. о. полномочного представителя                    |
| 12 сентября 1921—1923              | Леонид Николаевич Старк            | 1889—1937  |                             | Полномочный представитель (и. о. до 15 ноября 1922) |
| СССР                               |                                    |            |                             |                                                     |
| 1923 — 12 мая 1924                 | Леонид Николаевич Старк            | 1889—1937  |                             | Полномочный представитель                           |
| 1924                               | Юрий Владимирович Мальцев          | 1895—1941  |                             | Поверенный в делах                                  |
| 21 июня 1924 — 10 декабря 1924     | Михаил Вениаминович Кобецкий       | 1881—1937  |                             | Полномочный представитель                           |
| 10 декабря 1924 — 31 января 1930   | Адольф Маркович Петровский         | 1887—1937  |                             | Полномочный представитель                           |
| 1924 — 1 января 1927               | Александр Григорьевич Гамбаров     | 1890—1937  |                             | Поверенный в делах                                  |
| 6 марта 1930 — 18 августа 1933     | Фёдор Фёдорович Раскольников       | 1892—1939  |                             | Полномочный представитель                           |
| 27 января 1934 — 26 сентября 1937  | Алексей Михайлович Устинов         | 1879—1937  |                             | Полномочный представитель                           |
| 1 ноября 1937 — 10 июля 1940       | Кузьма Николаевич Никитин          | 1887—1965  |                             | Полномочный представитель                           |
| 29 июня 1940 — 6 августа 1940      | Владимир Борисович Бочкарёв        | 1900—1941  | 17 июля 1940                | Полномочный представитель                           |
| Российская Федерация               |                                    |            |                             |                                                     |
| 24 января 1992 — 1 сентября 1992   | Артур Иванович Кузнецов            | 1945—2025  |                             | Не согласован эстонской стороной                    |
| 1 сентября 1992 — 23 июля 1997     | Александр Михайлович Трофимов      | 1937—      | 9 сентября 1992             |                                                     |
| 23 июля 1997 — 15 сентября 2000    | Алексей Ильич Глухов               | 1935—      |                             |                                                     |
| 15 сентября 2000 — 25 июля 2006    | Константин Константинович Провалов | 1949—2021  | 11 января 2001              |                                                     |
| 25 июля 2006 — 14 июля 2010        | Николай Николаевич Успенский       | 1946—2024  | 14 сентября 2006            |                                                     |
| 14 июля 2010 — 18 августа 2015     | Юрий Николаевич Мерзляков          | 1949—      | 28 октября 2010             |                                                     |
| 18 августа 2015 — 14 декабря 2021  | Александр Михайлович Петров        | 1953—      | 15 октября 2015             |                                                     |
| 14 декабря 2021 — 31 марта 2023    | Владимир Георгиевич Липаев         | 1959—      | 29 марта 2022               | 7 февраля 2023 выслан из Эстонии                    |
| 7 февраля 2023 — настоящее время   | Ленар Шамилевич Салимуллин         | 1985—      |                             | Поверенный в делах                                  |